# Seznam japonskih pesnikov
Seznam japonskih pesnikov.

## N
- Narihira Ariwara

## B
- Matsuo Bashō

## F
- Teika no Fujiwara

## I
- Saikaku Ihara
- Dakotsu Iida
- Natsuki Ikezawa
- Ikju
- Takuboku Ishikawa
- Sei Itō
- Shikibu Izumi

## K
- Tomonori no Ki
- Hakushū Kitahara
- Takeshi Kitano

## M
- Kenji Miyazawa
- Ogai Mori (pr.i. M. Rintaro)
- Shikibu Murasaki

## N
- Nōin
- Sōseki Natsume

## O
- Naobumi Ochiai
- Saishū Onoe
- Yakamochi no Ōtomo

## R
- Ishigaki Rin

## S
- Fujii Sadakazu
- Murasaki Shikibu

## T
- Gen'ichirô Takahashi
- Kikaku Takarai
- Shuntarō Tanikawa

## U
- Matome Ugaki

## Y
- Akahito no Yamabe